# Velká Británie na Letních olympijských hrách 1988
Velkou Británii na Letních olympijských hrách v roce 1988 v jihokorejském Soulu reprezentovalo 345 sportovců (219 mužů a 126 žen) ve 22 sportovních odvětvích.

## Medailová umístění
| Medaile | Jméno | Sport             | Disciplína                                                |
| ------- | --- | ----------------- | --------------------------------------------------------- |
| Zlato   | Paul Barber Stephen Batchelor Kulbir Bhaura Robert Clift Richard Dodds David Faulkner Russell Garcia Martyn Grimley Sean Kerly Jimmy Kirkwood Richard Leman Stephen Martin Veryan Pappin Jon Potter Imran Sherwani Ian Taylor | Pozemní hokej     | Turnaj mužů                                               |
| Zlato   | Malcolm Cooper | Sportovní střelba | Muži 50 metrů libovolná malorážka 3×40 ran polohový závod |
| Zlato   | Michael McIntyre Bryn Vaile | Jachting          | Družstvo mužů třída Star                                  |
| Zlato   | Adrian Moorhouse | Plavání           | Muži 100 m prsa                                           |
| Zlato   | Steve Redgrave Andy Holmes | Veslování         | Muži dvojka bez kormidelníka                              |
| Stříbro | Linford Christie | Atletika          | Muži běh na 100 m                                         |
| Stříbro | Peter Elliott | Atletika          | Muži běh na 1 500 m                                       |
| Stříbro | Colin Jackson | Atletika          | Muži 110 m překážek                                       |
| Stříbro | John Regis Elliot Bunney Linford Christie Michael McFarlane | Atletika          | Muži štafeta 4 × 100 m                                    |
| Stříbro | Liz McColganová | Atletika          | Ženy běh na 10 000 m                                      |
| Stříbro | Fatima Whitbreadová | Atletika          | Ženy hod oštěpem                                          |
| Stříbro | Mark Phillips Karen Stracker Virginia Lengová Ian Stark | Jezdectví         | Jezdecká všestrannost – družstvo                          |
| Stříbro | Ian Stark | Jezdectví         | Jezdecká všestrannost – jednotlivci                       |
| Stříbro | Alister Allan | Sportovní střelba | Muži 50 metrů libovolná malorážka 3×40 ran polohový závod |
| Stříbro | Nick Gillingham | Plavání           | Muži 200 m prsa                                           |
| Bronz   | Leroy Watson Steven Hallard Richard Priestman | Lukostřelba       | Družstvo mužů                                             |
| Bronz   | Mark Rowland | Atletika          | Muži 3 000 m steeplechase                                 |
| Bronz   | Yvonne Murrayová | Atletika          | Ženy běh na 3 000 m                                       |
| Bronz   | Richard Woodhall | Box               | Muži lehkotěžká váha do 71 kg                             |
| Bronz   | Virginia Lengová | Jezdectví         | Jezdecká všestrannost – jednotlivci                       |
| Bronz   | Dennis Stewart | Judo              | Muži do 95 kg                                             |
| Bronz   | Richard Phelps Dominic Mahony Graham Brookhouse | Moderní pětiboj   | Družstvo                                                  |
| Bronz   | Steve Redgrave Andy Holmes Patrick Sweeney | Veslování         | Muži dvojka s kormidelníkem                               |
| Bronz   | Andrew Jameson | Plavání           | Muži 100 m motýlek                                        |